# Harry Ward Leonard

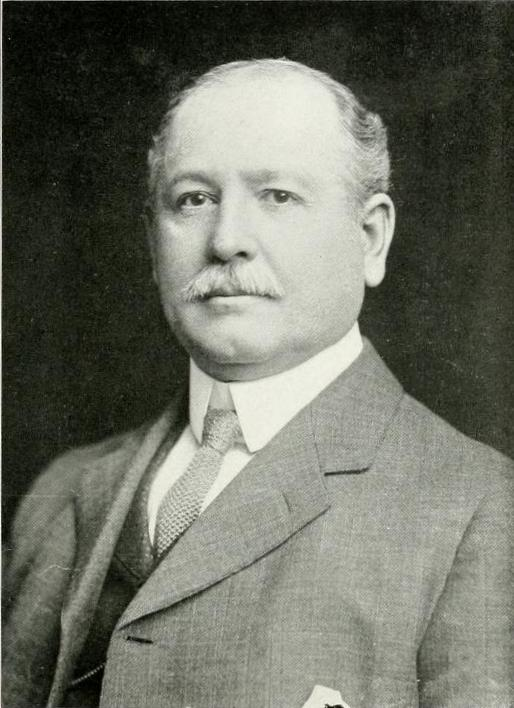
Harry Ward Leonard

Harry Ward Leonard (Cincinnati, 8 februari 1861 – New York, 18 februari 1915) was een elektrotechnicus en uitvinder wiens 30-jarige carrière de late 19e en begin 20e eeuw omvatte. Hij is het meest bekend van zijn uitvinding de Ward-Leonardschakeling voor gelijkstroommotoren. Machines met deze uitvinding zijn in bedrijf tot in de 21e eeuw.

## Vroege jeugd
Harry werd geboren op 8 februari 1861 in Cincinnati, Ohio, als zoon van Elza George Leonard en Henrietta Dana Ward. Hij was het vierde van hun zes kinderen en was een achterkleinkind van Artemas Ward, een generaal in de Amerikaanse Onafhankelijkheidsoorlog. Ofschoon zijn achternaam blijkbaar "Leonard" was en niet "Ward-Leonard", noemde hij zichzelf ogenschijnlijk Harry Ward Leonard, of H. Ward Leonard. In 1895 trouwde Harry met Carolyn Good in het Zwitserse Genève.
Als student aan de Massachusetts Institute of Technology (MIT) was Harry betrokken bij de oprichting van de studentenkrant The Tech en was tevens voorzitter van de redactie. Hij behaalde zijn MIT-bul in 1883.

## Carrière
Na zijn afstuderen aan de MIT werd Harry door Thomas Edison aangenomen om mee te helpen met de introductie van Edisons systeem van elektriciteitscentrales voor energiedistributie. Binnen vier jaar werd bij bevorderd tot de positie van algemeen toezichthouder bij de Western Electric Light Company te Chicago (Illinois). Het jaar daarop richtte hij Leonard and Izard op, een bedrijf voor elektrische spoorwegen en generatorstations.
In 1889 werd zijn bedrijf overgenomen door Edison en werd Leonard algemeen directeur over alle Edisons activiteiten in de Verenigde Staten en Canada. In 1896 vestigde Leonard in Hoboken (New Jersey) de Ward Leonard Electric als een dochteronderneming van Edison en werd er directeur. Op 18 februari 1898 verliet Harry de organisatie van Edison om zelfstandig verder te gaan met zijn bedrijf Ward Leonard Electric Company in de plaats Bronxville in Westchester County.
Gedurende zijn werk voor Edison patenteerde hij een zeer groot aantal uitvindingen en was daarnaast constant bezig met het bedenken van nieuwe ideeën en toepassingen. Hij heeft patenten ingediend voor meer dan 100 uitvinden op het gebied van elektriciteitsdistributie, regelsystemen en andere gerelateerde apparaten.

## Ward-Leonardschakeling
De Ward-Leonardschakeling is Harry’s bekendste en langstdurende uitvinding. Hij werd rond 1891 geïntroduceerd en werd snel een van de meest gebruikte systemen voor snelheidsregeling van elektromotoren.
Ofschoon alleen technici vermoedelijk bekend zijn met de Ward-Leonardschakeling, zijn er miljoenen mensen in liften verplaatst aangedreven door Ward Leonards machines. Vanaf de jaren 1920 tot de jaren 1980 gebruikten de meeste elektrisch aangedreven liften een Ward-Leonardschakeling en sommige van deze systemen zijn tot het begin van de 21e eeuw nog in gebruik.
Hoewel in 1920 de elektronische regelsystemen werden ontwikkeld, verdrongen deze niet de Ward-Leonardschakelingen. Dit gebeurde pas toen de thyristor-gestuurde systemen werden ontwikkeld, eindjaren 1960. Vanaf de midden jaren 1970 raakte de Ward-Leonardschakeling in hoog tempo in onbruik, maar de vervanging van bestaande systemen zette zich voort tot voorbij het einde van de 20e eeuw.

## Plotselinge overlijden
Harry Ward Leonard was een actief lid van het American Institute of Electrical Engineers (AIEE), waar hij technische bladen uitgaf, bijeenkomsten bijwoonde en presentaties hield. Hij stierf plotseling op 18 februari 1915 in New York, terwijl hij aanwezig was bij het jaardinner van de American Institute of Electrical Engineers.